# Craugastor xucanebi
Craugastor xucanebi là một loài ếch trong họ Craugastoridae.
Nó là loài đặc hữu của Guatemala.
Các môi trường sống tự nhiên của chúng là các khu rừng ẩm ướt đất thấp nhiệt đới hoặc cận nhiệt đới và các khu rừng vùng núi ẩm nhiệt đới hoặc cận nhiệt đới.
Nó bị đe dọa do mất môi trường sống.